# 호금

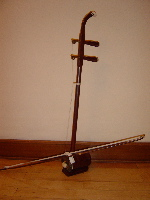
얼후.

호금(중국어: 胡琴 후친[*])은 중국에서 비롯한 현악기의 한 종류를 부르는 말이다. 작은 울림통에 나무로 된 막대를 연결하고 현 두 줄을 연결하여 활로 켠다. 중국을 비롯하여 아시아에 수십 종류의 호금이 있다.

## 호금의 종류

### 중국
- 얼후(중국어: 二胡) — 난후(중국어: 南胡)로도 불림
- 가오후(중국어: 高胡) — 웨후(중국어: 粤胡)로도 불림
- 반후(중국어: 板胡)
- 징후(중국어: 京胡)
- 징얼후(중국어: 京二胡)
- 종후(중국어: 中胡)
- 예후(중국어: 椰胡)
- 얼셴(중국어: 二弦)
- 티친(중국어: 提琴)
- 다광셴(중국어: 大广弦)
- 다퉁(중국어: 大筒)
- 다퉁셴(중국어: 大筒弦)
- 허셴(중국어: 和弦)
- 후루후(중국어 정체자: 葫盧胡, 간체자: 葫芦胡)
- 마구후(중국어 정체자: 馬骨胡, 간체자: 马骨胡)
- 투후(중국어: 土胡)
- 자오후(중국어: 角胡)
- 줘이후(중국어 정체자: 墜胡, 간체자: 坠胡)
- 줘이친(중국어 정체자: 墜琴, 간체자: 坠琴)
- 뤄이친(중국어: 雷琴)
- 쓰후(중국어: 四胡)
- 산후(중국어: 三胡)
- 다후(중국어: 大胡)
- 디후(중국어: 低胡)
  - 샤오디후(중국어: 小低胡)
  - 중디후(중국어: 中低胡)
  - 다디후(중국어: 大低胡)
- 츠중후
- 거후(중국어: 革胡)
  - 디인거후(중국어: 低音革胡)
- 라롼(중국어: 拉阮)
  - 다라롼(중국어: 大拉阮)
- 파친(중국어: 琶琴)
  - 다파친(중국어: 大琶琴)
- 디셴친(중국어: 低絃琴)
- 시친(중국어: 奚琴)
- 뉴퉈이친(중국어: 牛腿琴) 또는 뉴바퉈이(중국어: 牛巴腿) — 구이저우
- 마터우친(중국어: 馬頭琴) — 네이멍구
- 아이제커(중국어: 艾捷克) — 신장
- 사타얼(중국어: 萨它尔) — 신장

### 다른 나라
베트남
- 단가오(베트남어: đàn gáo)
- 단호(베트남어: đàn hồ)
- 단니(베트남어: đàn nhị) — 단꼬(đàn cò)라고도 부름

일본
- 고큐(일본어: 胡弓)

캄보디아
- 트로
  - 트로 크메르

타이
- 서(태국어: ซอ)
  - 서삼사이(태국어: ซอสามสาย)

투바(러시아)
- 브잔츠

한국
- 해금
  - 소해금

## 같이 보기
- 중국 음악
- 라바브